# Secretaria d'Estat de la Seguretat Social
La Secretaria d'Estat de la Seguretat Social d'Espanya és una de les Secretaries d'Estat de l'actual Ministeri de Treball, Migracions i Seguretat Social.

## Funcions
La Secretaria d'Estat de la Seguretat Social té com a funcions:
- La direcció i tutela de les Entitats Gestores i Serveis Comuns de la Seguretat Social, adscrites al Departament, sense perjudici de les competències atribuïdes a altres Ministeris i a altres unitats del Departament.
- L'impuls i la direcció de l'ordenació jurídica del sistema de la Seguretat Social.
- L'impuls i la direcció de la planificació i l'anàlisi econòmica i financer del Sistema de la Seguretat Social.
- La direcció i coordinació de la gestió dels recursos financers i despeses de la Seguretat Social.
- La planificació i tutela de la gestió exercida per les entitats col·laboradores de la Seguretat Social.
- La tutela, superior direcció i coordinació de l'assistència jurídica de les Entitats Gestores i Serveis Comuns de la Seguretat Social.
- Proposar i donar suport, en l'acompliment de les seves funcions, al Delegat de Protecció de Dades de la Secretaria d'Estat de la Seguretat Social.
- Qualsevol altra competència que, legal o reglamentàriament, li estigui atribuïda.

## Estructura
De la Secretaria d'Estat depenen els següents òrgans:
- La Direcció general d'Ordenació de la Seguretat Social.
- La Intervenció General de la Seguretat Social.
- El Servei Jurídic de l'Administració de la Seguretat Social.

Com a òrgan de suport i assistència immediata al titular de la Secretaria d'Estat existeix un Gabinet, amb nivell orgànic de sotsdirecció general.

### Organismes dependents
- L'Institut Nacional de la Seguretat Social.
- L'Institut Social de la Marina.
- La Tresoreria General de la Seguretat Social.
- La Gerència d'Informàtica de la Seguretat Social.

## Titulars
- Luis Gamir Casares (1978-1979)
- José Barea Tejeiro (1980-1981)
- José Antonio Sánchez Velayos (1981)
- Luis García de Blas (1982-1986)
- Adolfo Jiménez Fernández (1986-1996)
- Juan Carlos Aparicio (1996-2000)
- Gerardo Camps Devesa (2000-2003)
- Fernando Castelló Boronat (2003-2004)
- Octavio José Granado Martínez (2004-2011)
- Tomás Burgos Gallego (2011- 19 juny de 2018)[3]
- Octavio José Granado Martínez (19 de juny de 2018 -)[4]